# 西班牙鐵鍋飯

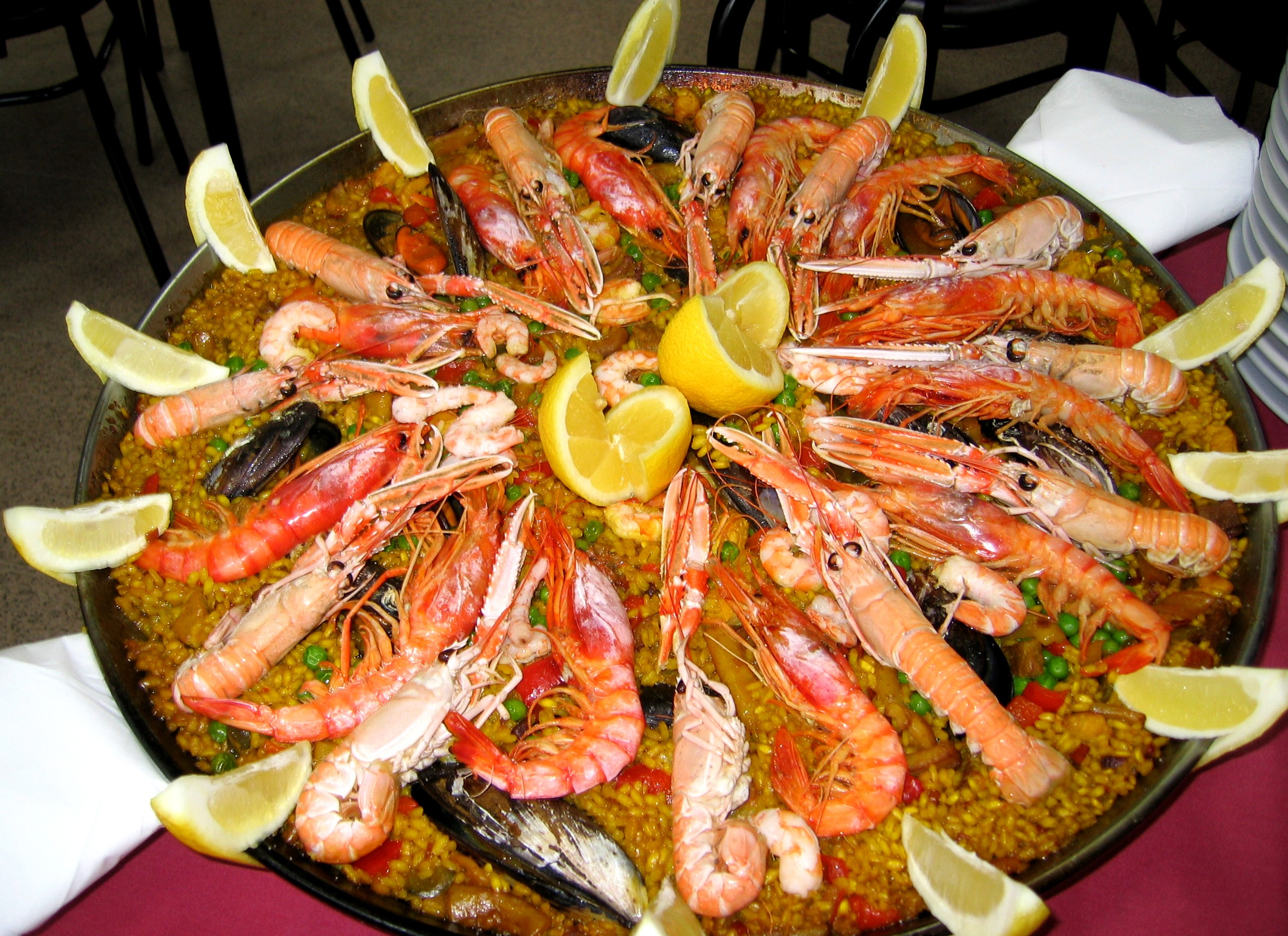
貝飯（paella de marisco），一種典型的西班牙海鮮燉飯

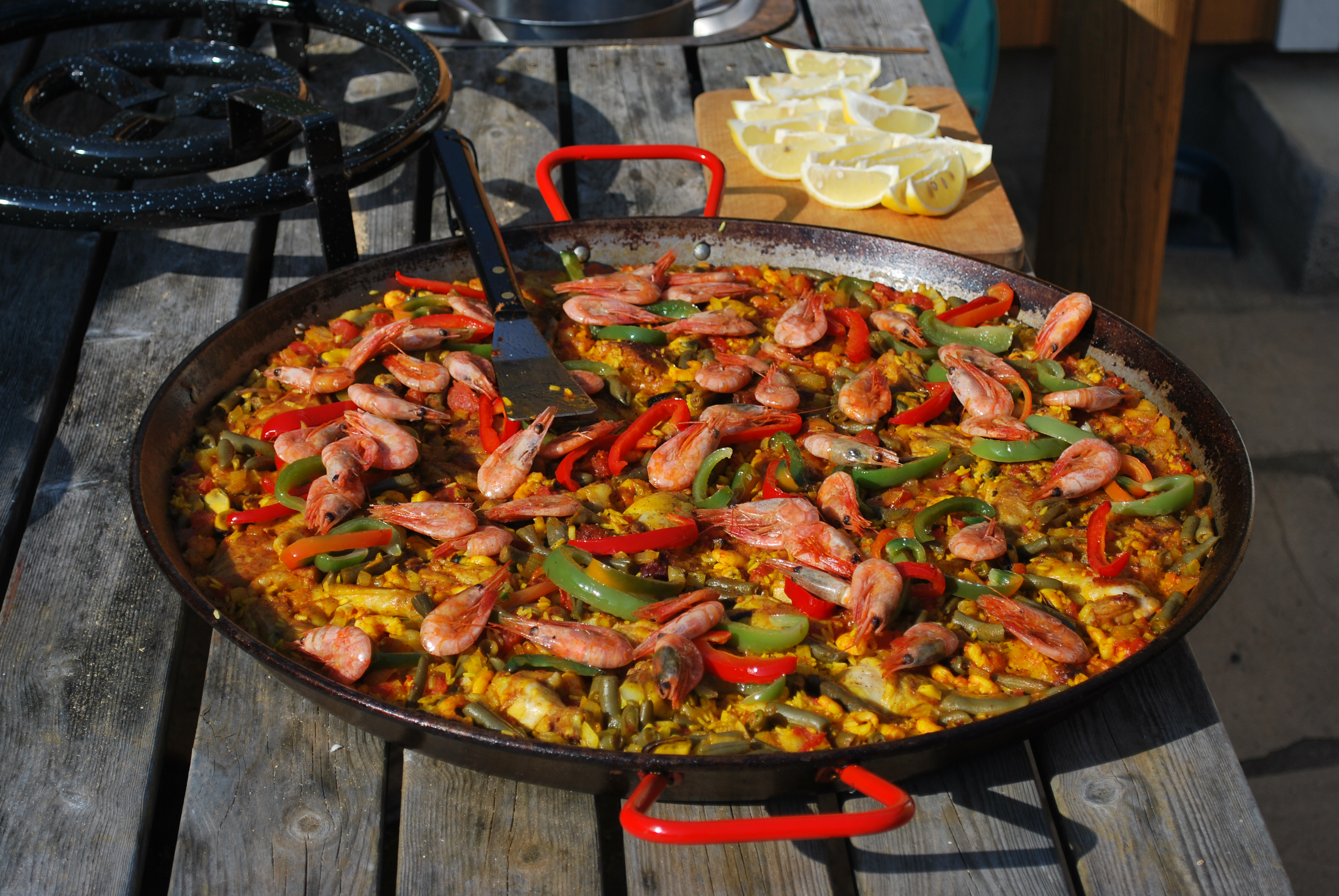
西班牙燉飯

西班牙鐵鍋飯（pa'eʎa）又譯西班牙海鮮燉飯，源於西班牙華倫西亞，在當地語言是「鍋」的意思（源於拉丁語的patella），而在西班牙語專指此種飯，而製作此飯的鍋則叫做。此飯是星期日與法雅節（Falles）的食品。

## 各種鐵鍋飯

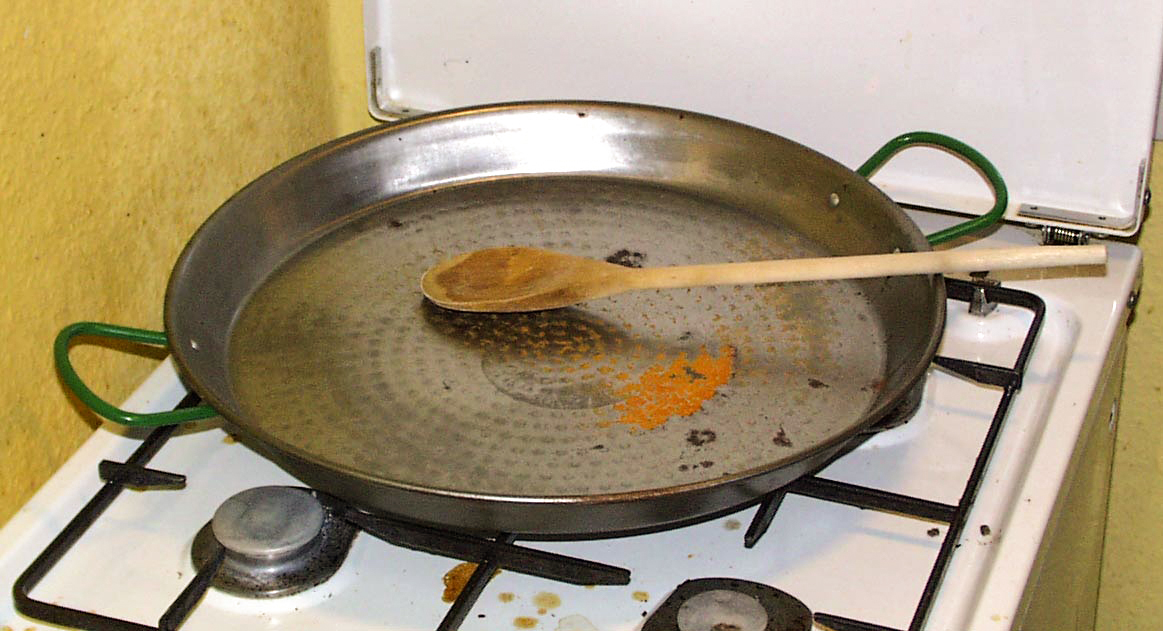
paellera

基本的材料為米、橄欖油和番紅花，再配以各種海鮮或肉。
傳統華倫西亞鐵鍋飯以兔肉烹製，其他常見版本有魚飯（paella de peix）或海鮮飯（paella de marisco），故有人錯譯成海鮮飯，而海鲜并非传统铁锅饭的必要食材。但至今已經產生各形各色的鐵鍋飯（可配以香腸、西班牙腸、雞、鴨、四季豆、小龍蝦、龍蝦、貽貝、洋蔥、豌豆、燈籠椒、蝦、魷魚、大蒜）。烹調時可以是在野外從鍋中取食，或者是将米飯用番紅花染上黃色。
此菜亦有傳入其前殖民地—菲律賓，並形成了包含當地特有的海鮮品種及物產，例如螃蟹、鮑魚、醬油、蛤及胭脂樹紅（一種天然食用色素）。
此菜亦傳入鄰國葡萄牙，稱為華倫西亞飯（Arroz à Valenciana）。

## 历史
此菜起源於中世紀時眾多基督教與伊斯蘭教小國割據的伊比利亞半島。當時，雄踞半島南端的阿拉伯征服者將稻米由遙遠的東方傳入歐洲，並發現西西里島、伊比利亞半島等地溫暖濕潤的氣候非常適合其生長，於是在地大規模種植。稻米傳入的首個基督教國家為地理位置最接近阿拉伯國家的華倫西亞，人們開始將其造成燉菜並作為主食，於西班牙統一以後更傳遍整個半島，成為國家最典型的食物之一。

## 製作
製作鐵鍋飯用的是專製的鐵鍋，鍋身淺而平。正宗的鐵鍋飯，要用橘樹樹枝生火在室外烹煮。先以橄欖油炒肉，再下蔬菜。然後下米使油滲入。再加入沸騰的上湯，調低爐火。飯熟時離火使飯吸收剩餘汁液。放涼數分鐘後即可食用。
食時可加上檸檬汁。用匙直接從鍋中取食。

## 相關文化傳統

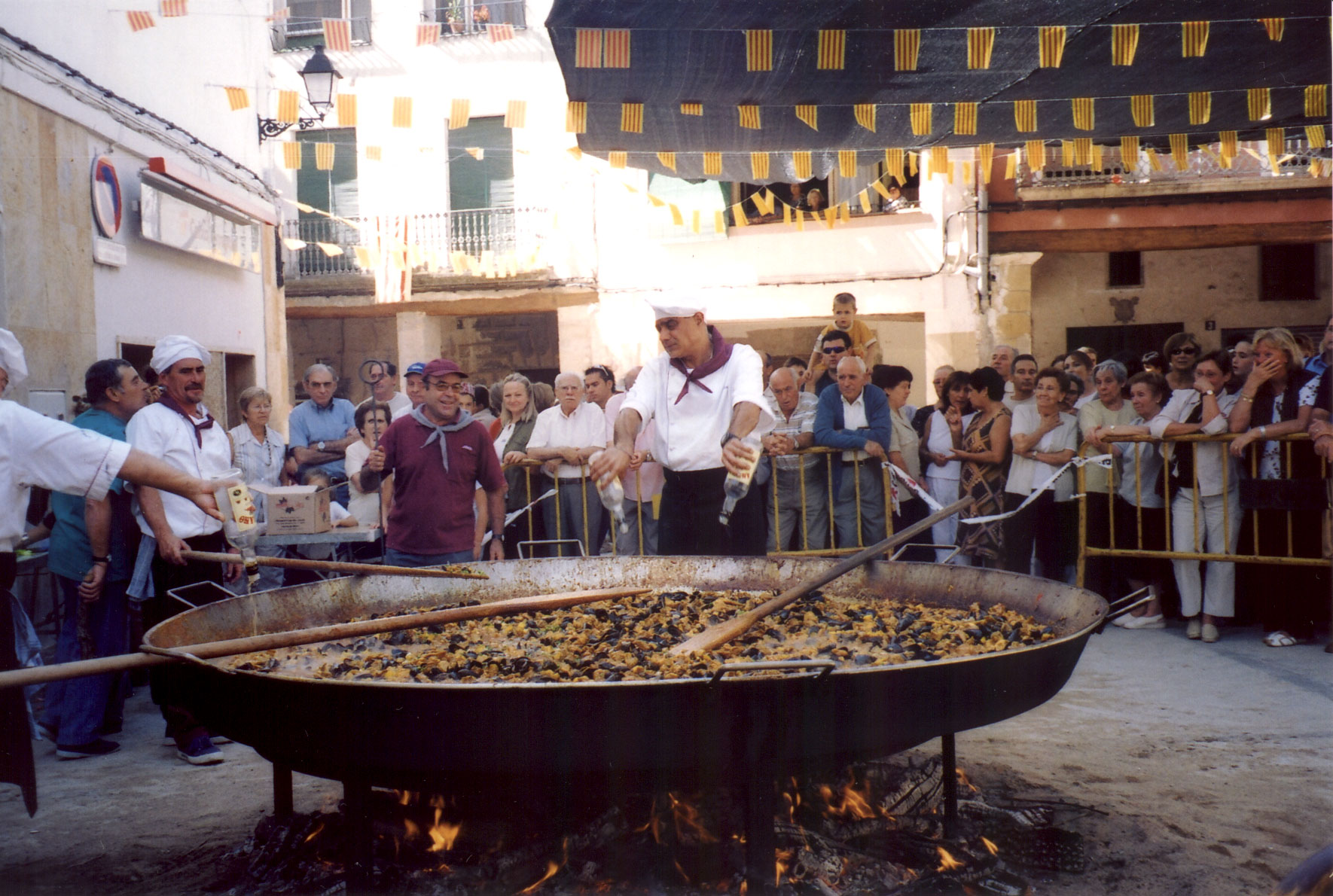
2003年加泰隆尼亞日巴塞隆納以西某村莊製作大鍋飯的情形

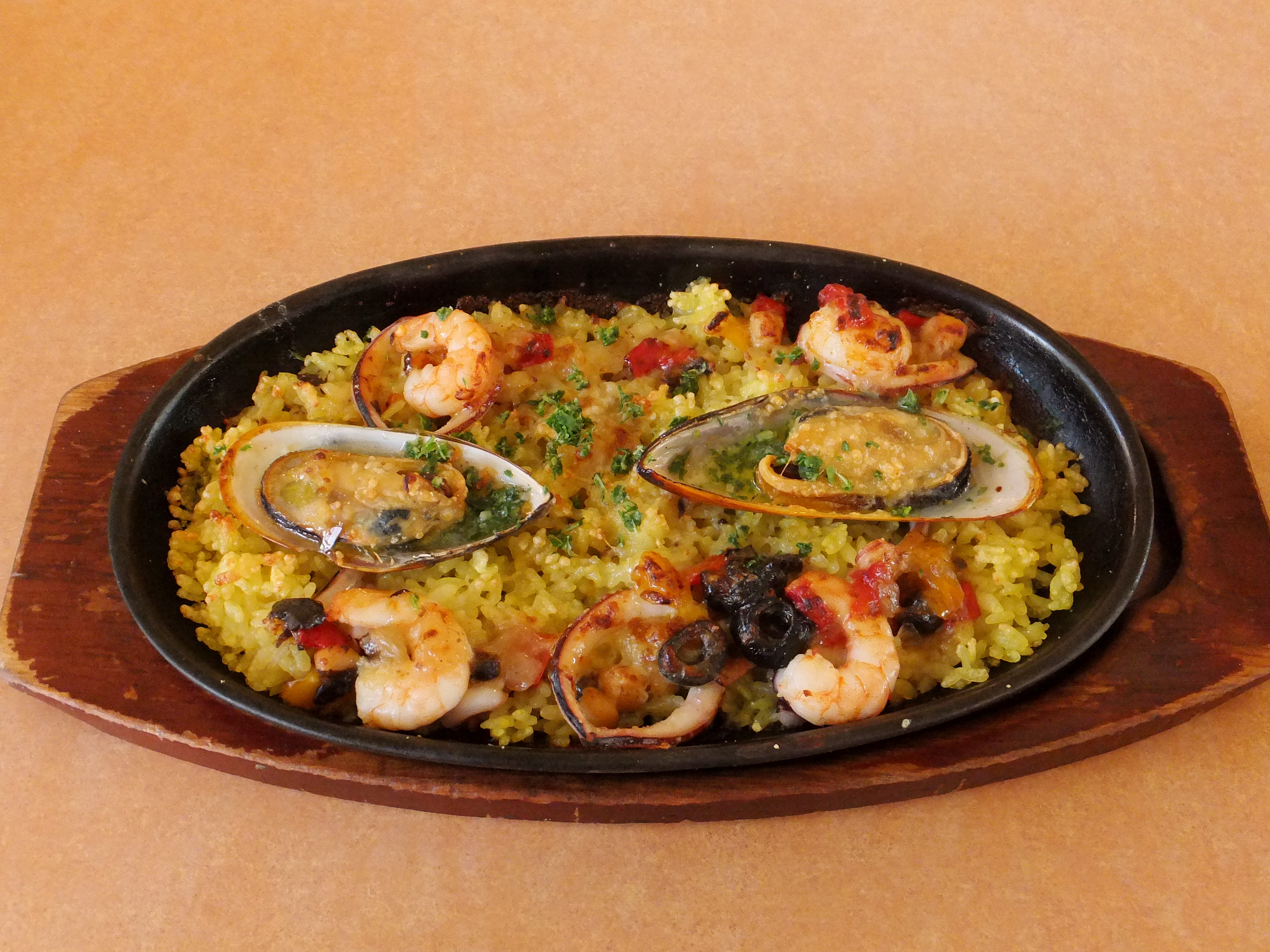
萨莉亚餐厅出品的paella

製作完成時會說「bon profit」，是「好好享用」的意思，另外傳統上在食用時不可同時食用麵包。
在華倫西亞地區，有大型聚會—不論是節日（特別是法耶火節 fallas）、選舉活動、抗議示威—都需要製作大量的飯，有時甚至是用以打破健力士世界紀錄。為此需要製作特大的鍋。
在西班牙是春夏時節，郊遊的食品，負責烹調的通常是家中的成年男性。
外地廚師往往加入非傳統的材料，這些版本有時被華倫西亞人認為不正宗，謔稱為arroz con cosas（「有東西的飯」）。
與意大利人的意大利燉飯一樣，西班牙人吃的米饭常为夹生饭，这种口味很难让习惯熟烂米饭的亚洲人接受。

## 相关菜肴
- 意大利调味饭（又称“意大利烩饭”）
- Arroz Parellada 帕雷亞達米飯 （页面存档备份，存于）